# Сагайдакул-Ноу
Сагайдакул-Ноу (рум. Sagaidacul Nou) — село в Молдові в Чимішлійському районі. Входить до складу комуни, центром якої є село Порумбрей.